# Desperate Housewives (seizoen 4)
Dit artikel geeft een overzicht van de afleveringen en acteurs van seizoen 4 van Desperate Housewives. Het seizoen bestaat uit 17 afleveringen. Het was het op vijf na best bekeken programma van dat seizoen op de Amerikaanse televisie. Door de staking van Hollywoodscenaristen lagen de opnamen stil van november 2007 tot februari 2008. Hierdoor werden er maar 17 afleveringen geproduceerd in plaats van 23.

## Rolbezetting
- Teri Hatcher als Susan Delfino
- Felicity Huffman als Lynette Scavo
- Marcia Cross als Bree Hodge
- Eva Longoria als Gabrielle Lang
- Nicollette Sheridan als Edie Britt
- Ricardo Antonio Chavira als Carlos Solis
- Andrea Bowen als Julie Mayer
- Doug Savant als Tom Scavo
- Kyle MacLachlan als Orson Hodge
- Dana Delany als Katherine Mayfair
- Brenda Strong als Mary Alice Young
- James Denton als Mike Delfino
- Shawn Pyfrom als Andrew Van de Kamp
- Lyndsy Fonseca als Dylan Mayfair
- Joy Lauren als Danielle Van de Kamp
- Brent Kinsman als Preston Scavo
- Shane Kinsman als Porter Scavo
- Zane Huett als Parker Scavo
- Rachel G. Fox als Kayla Huntington

### Gastrol
- John Slattery als Victor Lang
- Polly Bergen als Stella Wingfield
- Pat Crawford Brown als Ida Greenberg
- Nathan Fillion als Adam Mayfair
- Kathryn Joosten als Karen McCluskey
- Shirley Knight als Phyllis Van de Kamp
- Jesse Metcalfe als John Rowland
- Kevin Rahm als Lee McDermott
- Tuc Watkins als Bob Hunter

## Afleveringen
| Nr. | Titel                               | Schrijver(s)                               | Regisseur      | Uitzenddatum Verenigde Staten |  |
| --- | ----------------------------------- | ------------------------------------------ | -------------- | ----------------------------- |  |
| 4-01 (71) | Now You Know                        | Marc Cherry                                | Larry Shaw     | 30 september 2007             |  |
| Lynette heeft beloofd om mee te werken aan een toneelstuk van haar kinderen. Door de kanker is ze echter doodmoe en kan ze de energie niet vinden om eraan te beginnen. Ze moet dan wel vertellen aan een van de andere ouders dat ze kanker heeft, en zo ontdekken haar vriendinnen dat ze ziek is. Die zijn geschokt dat Lynette het eerst niet wilde vertellen, maar besluiten haar ten volle te steunen in haar strijd. Susan is met Mike getrouwd in de laatste aflevering van vorig seizoen. Susan twijfelt aan Mikes geluk: is hij wel gemaakt voor een leven in een buitenwijk? Moet hij zijn vrijheid niet te veel opgeven? Susan wil Mike pas geloven als blijkt dat ze zwanger is van hem en hij herhaalt dat hij gelukkig is. Bree loopt nog altijd rond met een valse zwangerschapsbuik: het is niet zij maar dochter Danielle die zwanger is. Bree wil haar beschermen (en haarzelf de roddels besparen) en besluit dus om zelf de zwangerschap te veinzen. Als Bree op de barbecue van nieuwe buur Katherine een vork in haar buik krijgt, doet ze alsof dit een trucje is. Edie heeft haar zelfmoord geënsceneerd. Ze hangt zichzelf pas op als ze merkt dat Carlos de trap opkomt. Maar dan komt Karen McCluskey haar beklag doen over de vuilnisbakken die al 4 dagen buitenstaan. Carlos ziet door het raam Edie hangen en spurt naar boven; net op tijd om haar te redden. Ze probeert nu Carlos definitief bij haar te houden: ze is erachter gekomen dat Carlos een rekening heeft op de Kaaimaneilanden, en ze zal niets hierover vertellen aan de belastingen als hij bij haar blijft. Maar Carlos wil niet meer bij Edie zijn en begint, achter haar en Victors rug om, een affaire met Gabrielle. Katherine Mayfair, haar man Adam en dochter Dylan verhuizen in het begin van het seizoen naar Wisteria Lane. Ze knappen het huis van Mike op (die nu bij Susan woont). Katherine en Dylan woonden 12 jaar geleden al op Wisteria Lane, en zijn er ook onder mysterieuze omstandigheden vertrokken. Dylan gedraagt zich heel vreemd: zij weet niets meer van haar vorige verblijf op Wisteria Lane, wat Julie (haar beste vriendin toen ze klein waren) heel verdacht vindt. Ze denkt dat Dylan niet de persoon is die ze beweert te zijn. Ook is er iets gebeurd in Chicago dat hen halsoverkop heeft doen verhuizen. |                                     |                                            |                |                               |  |
| 4-02 (72) | Smiles of a Summer Night            | Bob Daily & Matt Berry                     | David Grossman | 7 oktober 2007                |  |
| Mike doet echt zijn best om zo normaal mogelijk te functioneren binnen de nieuwe gezinssituatie. Hij probeert zelfs een vader te zijn voor Julie en bemoeit zich met haar uitgaansleven, wat niet in goede aarde valt bij haar. Lynette vraagt haar vriendinnen om steun bij haar chemotherapie. Gabrielle ziet dat niet zitten, want haar vader is aan kanker overleden toen ze vijf jaar was en ze heeft schrik nu ook Lynette te verliezen. Katherine maakt zich niet meteen populair op Wisteria Lane: zo eist ze dat Bree een boom in haar tuin omkapt, en weigert haar recept voor limoentaart aan Bree te geven, wat Bree gek maakt. Bree breekt in bij Katherine om het recept voor de taart te stelen, maar Katherine en haar gezin komen vroeger dan voorzien terug thuis. Bree ziet dan hoe Katherine Dylan in het gezicht slaat wanneer ze naar haar vader vraagt. Edie zal alles vertellen wat ze weet aan de belastingen als Carlos haar durft te verlaten. Carlos zit dus gevangen bij Edie. Hij vraagt dan de hulp van zijn accountant: hij zal Carlos' geheime geld verplaatsen. |                                     |                                            |                |                               |  |
| 4-03 (73) | The Game                            | Joey Murphy & John Pardee                  | Bethany Rooney | 14 oktober 2007               |  |
| Susan wil naar dezelfde gynaecoloog als Bree en vraagt haar zijn adres. Bree kiest dan lukraak een telefoonnummer uit de gouden gids, waardoor Susan in een griezelige buurt terechtkomt. Lynettes moeder Stella probeert haar pijn te verzachten door haar cakejes met marihuana te voeren. Edie kondigt op een 'subtiele' manier haar verloving met Carlos aan, tot woede van Gabrielle en van Carlos. Wanneer de hele buurt samenkomt voor een spelletje hints bij Susan thuis, proberen de huisvrouwen meer te weten te komen over Katherines verleden, maar die wimpelt hun vragen snel af. Na een beetje onschuldig geflirt van Gabrielle en Adam confronteert Katherine Gabrielle met haar verleden. Die pikt de opmerkingen van Katherine niet en eist op haar beurt een verklaring waarom Katherine niet wil vertellen aan dochter Dylan wie haar vader is en waarom ze haar sloeg toen ze naar haar vader vroeg. Katherine verklaart dan dat Dylans vader haar misbruikte. Maar dat blijkt gelogen! En terwijl Katherine naar het feestje is, gaan Julie en Dylan in haar huis op zoek naar aanwijzingen die naar haar vader kunnen leiden. Maar ze worden toch betrapt door haar. |                                     |                                            |                |                               |  |
| 4-04 (74) | If There's Anything I Can't Stand   | Alexandra Cunningham & Lori Kirkland Baker | Larry Shaw     | 21 oktober 2007               |  |
| Susan probeert het nieuwe homokoppel op Wisteria Lane, Lee en Bob, welkom te heten. Maar dat lukt niet goed en dus 'ontvoert' Susan hun hond in de hoop toch bevriend te raken met de nieuwe buren. Andrew is boos op Bree omdat zij hem geen brommer gunt. Andrew organiseert dan (goed wetende dat Bree dit helemaal niet wilde), samen met Brees vriendinnen een babyborrel, en nodigt Phyllis (Rex' moeder) uit, die er al snel achter komt dat niet Bree maar Danielle zwanger is en zij dus overgrootmoeder wordt. Phyllis zoekt dan Danielle op in het klooster en vertelt haar dat ze met haar mag meekomen, waar Danielle maar wat graag op ingaat. Tijdens een controleonderzoek bij de gynaecoloog blijkt dat Edie schaamluizen heeft. Carlos heeft de beestjes zo aan Gabrielle gegeven, die op haar beurt nu moet proberen Victor te ontluizen. Maar Edie merkt de shampoo tegen de beestjes op bij Victor, en zo weet zij dat Carlos en Gabrielle nog altijd samen slapen. Ze schakelt dan een privédetective in om Carlos en Gabrielle te betrappen op overspel. Lynette wil seks met Tom, maar dat lukt niet wanneer Tom haar kale hoofd ziet. Ze probeert dan enkele pruiken uit, die wel het gewenste effect hebben. Katherine haalt haar tante Lilian, die vroeger in het huis woonde, terug in huis - haar laatste wens is om thuis te sterven. Zij heeft blijkbaar ook iets te maken met het mysterie, want ze wil voor haar dood Dylan op de hoogte brengen van het verleden - maar daar steekt Katherine een stokje voor. Maar de tante kan nog een briefje schrijven aan Dylan, dat uit haar handen op de grond valt net voor haar overlijden. |                                     |                                            |                |                               |  |
| 4-05 (75) | Art Isn't Easy                      | Jason Ganzel                               | David Grossman | 28 oktober 2007               |  |
| Nieuwe buren Lee en Bob plaatsen een vrij kitscherige fontein in hun voortuin. De vrouwen vinden het een spuuglelijk ding en roepen de lokale buurtvereniging na 4 jaar weer bijeen om het onding zo snel mogelijk te zien verdwijnen. Katherine stelt zich meteen kandidaat voor het voorzitterschap, maar krijgt concurrentie van Lynette (nadat ze door Lee en Bob wordt gewaarschuwd over de boomhut in haar tuin, die dan waarschijnlijk ook moet verdwijnen). Lynette haalt het niet in de verkiezing (dankzij Susan), maar Katherine stelt haar gerust: ze mag de boomhut laten staan. Als Katherine dan aan Bob en Lee vraagt om hun fontein weg te doen, weigeren zij. Meer zelfs: zij weten wat er in Chicago is gebeurd, en chanteren haar hiermee. Phyllis kan Danielle overtuigen bij haar in de bejaardenflat te blijven. Wanneer Bree dan ontdekt waar Danielle zich verscholen houdt, weigert Danielle mee te gaan als Bree haar komt halen: ze wil daar bevallen van haar baby en hem zelf opvoeden. Bree kan hier niet veel tegen doen, want Danielle is net 18 geworden en kan wettelijk niets beginnen tegen haar. Andrew suggereert dan om Danielle te overladen met cadeaus om haar zo om te kopen. Orson en Bree proberen dit en dat lukt: Danielle verhuist terug naar Wisteria Lane. Gabrielle ontdekt dat ze wordt bespioneerd door een privédetective. Ze probeert het huis uit te glippen zonder gezien te worden en spreekt met Carlos af in een hotel. Maar daar loopt ze John Rowland tegen het lijf, die hun oude relatie weer nieuw leven wil inblazen. |                                     |                                            |                |                               |  |
| 4-06 (76) | Now I Know, Don’t Be Scared         | Susan Nirah Jaffee & Dahvi Waller          | Larry Shaw     | 4 november 2007               |  |
| Mike en Susan doen een onderzoek naar ziektes in hun familie, om de risico's voor hun baby beter te kunnen inschatten. Dan blijkt dat Mikes vader nog leeft en een levenslange gevangenisstraf uitzit voor moord. Susan wil hem dan ook per se bezoeken. Mikes vader vertelt dan aan Susan dat hij zijn baas heeft vermoord en daar heeft hij blijkbaar geen spijt van. Susan kan hier niet mee leven en gaat op haar eentje terug naar de gevangenis. Mikes vader vertelt haar dan dat hij ook zo was toen hij zo oud was als Mike, en dat Mike en hij twee dezelfde karakters zijn. Susan raakt hierdoor helemaal in de war: is Mike ook in staat om iemand te vermoorden? En is hij wel zo gelukkig als hij beweert te zijn? En waarom slikt Mike nog altijd medicatie voor een werkongeval van maanden geleden? Lynette maakt jacht op een opossum in haar tuin, wat een duidelijke metafoor is naar haar eigen ziekte, want het is hun gezin binnengedrongen en probeert het langs binnen kapot te maken. Als de dokter langskomt en haar het goede nieuws brengt dat ze volledig genezen is, trekt Lynette de tuin in waar het beest dood ligt. Ze barst in tranen uit bij het zien van het dode dier. Danielle is terug thuis maar verveelt zich al snel. Bree raadt haar aan om na te denken over haar baby: is ze zeker dat ze de baby wil afstaan? Nieuwe buren Lee en Bob (een homokoppel) organiseren dan een feestje voor Halloween. Danielle wil ook naar het feestje, maar Bree verbiedt dit - hun bedrog zou weleens kunnen uitkomen. Danielle daagt toch op en is verkleed als een zwangere Bree. Maar midden op het feestje breekt Danielles water: Orson, Bree, Andrew en Danielle haasten zich naar huis, alwaar Danielle bevalt van een jongen: Benjamin. Ze heeft het erg moeilijk met haar eerder genomen beslissing maar houdt toch vol: haar moeder zal de baby opvoeden als haar eigen zoon. Carlos krijgt van zijn accountant te horen dat zijn geld veilig is. Dat is het signaal waarop hij gewacht heeft en hij pakt zijn koffers. Edie pikt dit niet en gaat een praatje maken met de belastingdienst. Die vinden geen geheime rekening, wat Edie nog woester maakt. Ze stapt dan maar naar Victor en toont hem de foto's van Carlos en Gabrielle, en voegt eraan toe dat ze hoopt dat 'Carlos verdient wat hem toekomt'. |                                     |                                            |                |                               |  |
| 4-07 (77) | You Can’t Judge a Book by Its Cover | Chuck Ranberg & Anne Flett-Giordano        | David Warren   | 11 november 2007              |  |
| Stella, Lynettes moeder, heeft de nacht doorgebracht met een vreemde man in Lynette’s huis. Lynette vindt dit geen voorbeeld voor haar eigen kinderen en wil haar moeder liever niet meer in huis: ze probeert Stella bij haar twee zussen Lydia en Lucy te dumpen. Maar die willen haar niet: ze houden zelfs niet van haar. Lynette gooit haar zussen buiten. Maar Stella heeft gehoord dat Lydia en Lucy niet van haar houden en vertrekt razendsnel met een taxi. Heel de buurt komt met veel belangstelling kijken naar de nieuwste bewoner van de straat en Bree straalt als 'nieuwe mama'. Orson wil wel niet dat de jongen besneden wordt (hij heeft er een trauma aan overgehouden), maar Bree wel: het is gewoon veel hygiënischer. Wanneer Bree toch probeert om Benjamin te laten besnijden, blijkt Orson naar alle ziekenhuizen in de staat (en twee naburige staten) een brief te hebben geschreven met de vraag Bree Hodge niet te helpen. Maar Bree is sluw: ze geeft zich uit als jodin en laat haar kind op een andere besnijdenis ook besnijden. Dylan moet dan als huistaak een onderzoek doen naar de stamboom van iemand in haar familie. Ze beslist om haar vader te nemen. Ze durft hierover niets te vragen aan haar moeder en dus probeert ze via Julie (die op haar beurt Susan inschakelt) meer te weten te komen. Als Susan vertelt dat haar moeder op het feestje iets gezegd heeft over haar vader, gaat Dylan op zoek (via het internet) naar meer informatie. Katherine betrapt haar en is woest. Maar Dylan laat zich niet doen: ze pakt haar moeder beet en maakt haar duidelijk dat ze geen angst meer van haar heeft. Katherine probeert dan, via een heel handige truc, haar dochter op andere gedachten te brengen. En dat werkt: Dylan geeft haar zoektocht (voorlopig) op. Victor wil Gabrielle uithoren over haar ontrouw, en vertelt haar dat ze op "huwelijksreis" gaan: ze gaan met Victors jacht eropuit. Als Victor midden op zee Gabrielle aanspreekt over haar relatie met Carlos, denkt zij dat hij haar wil vermoorden en slaat ze in paniek Victor overboord. Ze belt naar Carlos, die haar opwacht in de haven. Hij gaat samen met Gabrielle op zoek naar Victor. Als ze hem vinden, ontstaat er een gevecht tussen Victor en Carlos. Victor grijpt naar een mes en dreigt Carlos te vermoorden; waarop Gabrielle voor de tweede maal Victor overboord slaat. Maar nu is Victor opeens verdwenen. Ze keren terug aan wal en laten de boot onbemand achter in de haven. Dankzij Bree ontdekt Susan dat Mike verslaafd is aan die medicatie. Ze zoekt het hele huis af en vindt een zakje pillen in een zaklamp. Ze confronteert Mike met de medicatie, die haar belooft om het niet meer te doen. Maar dat blijkt makkelijker gezegd dan gedaan. |                                     |                                            |                |                               |  |
| 4-08 (78) | Distant Past                        | Joe Keenan                                 | Jay Torres     | 25 november 2007              |  |
| De havenpolitie vindt Victors boot en een zoekactie naar zijn lichaam wordt op touw gezet. Carlos heeft spijt en wil naar de politie stappen, maar Gabrielle niet: dit zou hen heel verdacht maken. Maar Victor wordt gelukkig levend teruggevonden. Als de politie hem ondervraagt, doet hij alsof hij aan geheugenverlies lijdt. Eenmaal dat de politie weg is, fluistert hij Gabrielle toe dat hij alles nog weet en dat hij nu moet rusten, want hij zal zijn krachten nodig hebben om wraak te nemen op Gabrielle en Carlos. Al snel draait het hele leven van Bree rond de nieuwe baby: zo wil ze dat de baby bij haar en Orson in bed slaapt, maar Orson is daar niet mee opgezet: hij is 's morgens geen mens en wil dat de baby in zijn eigen bedje slaapt. Ook zijn seksleven lijdt hieronder. Bree wint dan wat advies in bij Tom Scavo, en krijgt de raad om hun seksleven wat te kruiden, door het bijvoorbeeld te doen op spannende plaatsen. Ze volgt zijn advies en zoekt Orson op in zijn praktijk. Andrew heeft ondertussen genoeg van de thuissituatie: alle aandacht gaat naar Benjamin en Orson en hij heeft het gevoel alsof zijn moeder een nieuw leven wil beginnen, waar hij niet in past. Hij pakt zijn spullen en gaat alleen wonen. Bree wil niet dat hij vertrekt en zoekt hem op met een heerlijke maaltijd in zijn nieuwe (armzalige) appartement. Ze hebben dan een goed gesprek waarin Bree tot het besef komt dat Andrew volwassen is geworden en best voor zichzelf kan zorgen, maar dat ze dit niet heeft gezien omdat ze te veel bezig was met haar eigen leven. Ze babbelen ook over het verleden, waarbij Andrew haar vertelt dat hij haar al lang vergeven heeft voor alles wat er gebeurd is. En wanneer Andrew er dan Bree op wijst dat ze een bierviltje moet gebruiken als ze drank op tafel zet, weet Bree dat het wel goed komt met Andrew en kan ze hem met een gerust hart laten gaan. Lynettes ex-stiefvader Glen (Richard Chamberlain) staat opeens voor de deur. Hij is gecontacteerd door Stella en heeft die middag met haar afgesproken in het park. Lynette gaat mee en wil haar moeder terug bij haar in huis lokken. Als Stella het plannetje doorkrijgt, weigert ze mee te werken. Glen heeft dan een voorstel: zijn levenspartner is net overleden (hij is van Stella gescheiden omdat hij homoseksueel is) en hij voelt zich een beetje eenzaam. Stella mag bij hem komen inwonen, en dat is voor iedereen de ideale oplossing. Mike kan zijn verslaving niet zo makkelijk opgeven en belt zijn dealer, Barry, voor een nieuwe bestelling. Mike moet Barry nog geld en Barry weigert een nieuwe levering uit te voeren: geen geld, geen pillen. Mike belooft hem het geld, maar Barry laat zich niet zo makkelijk afschepen: hij staat de dag erna voor de deur. Mike is niet thuis en Susan nodigt hem binnen uit. Ze vindt hem de ideale schoonzoon (hij is een student geneeskunde) en wil hem de dag erna terugzien; zij zal zorgen dat Julie dan thuis is. Als Mike dit ontdekt, belt hij Barry en eist hij dat hij niet komt. Maar Barry daagt toch op, en weigert te vertrekken: hij is er op uitnodiging van Susan. Mike vertelt dan dat hij de pillen van hem had gekocht, waarop Susan Barry nu zelf buitengooit. Susan krijgt dan weer argwaan: zit Mike misschien nog steeds aan de pillen? Ze bespioneert hem en vindt een doosje pillen in zijn wagen (voorgeschreven door Orson). Adam vraagt aan Mike om iets te komen herstellen. Plots gaat de bel. Voor de deur staat Sylvia, die blijkbaar de reden is voor de plotselinge verhuis van het gezin Mayfair van Chicago naar Wisteria Lane. |                                     |                                            |                |                               |  |
| 4-09 (79) | Something's Coming                  | John Pardee & Joey Murphy                  | David Grossman | 2 december 2007               |  |
| Als een tornadoalarm wordt afgekondigd voor Wisteria Lane, vraagt Lynette aan overbuur Karen of zij en haar familie in Karens kelder mogen schuilen. Die ziet het niet zitten om haar kelder voor enkele uren te delen met vijf kinderen en ze wil liever de storm rustig afwachten met Ida Greenberg. Lynette kan haar toch overtuigen en mag met haar gezin schuilen in Karens kelder. Maar Ida heeft ook haar kat meegenomen en Tom heeft een allergie voor katten. Ida wil hem niet wegdoen, waarop Tom het steeds moeilijker krijgt met ademen. Lynette kan het niet langer aanzien en wil het beest boven in een kast wegsteken. Ze wordt betrapt door Karen, waarop Lynette de kat laat vallen en het beest naar buiten vlucht. Karen en Lynette hollen de kat achterna, maar moeten al snel hun zoektocht staken: de tornado is vlakbij en ze moeten Lynettes huis binnenvluchten. Wanneer de storm is gaan liggen, blijken zij twee veel geluk te hebben gehad: Lynettes huis is redelijk gespaard gebleven, maar het huis van Karen (waar Ida, Tom en de kinderen schuilden) is volledig verwoest. Susan heeft het nu helemaal gehad met Mikes verslaving: ze neemt de pillen uit het doosje en steekt er een briefje in waarop staat dat ze met hem wil praten. Mike, die dringend een dosis nodig heeft, probeert Susan te overtuigen om de pillen terug te geven, maar in de discussie valt Susan van de trap. Omdat Susan zwanger is, probeert Mike haar snel te laten helpen in het ziekenhuis. Maar het gaat allemaal niet vlug genoeg voor hem, en hij begint te vechten met een van de verplegers. Hij krijgt dan handboeien aan tot Susan onderzocht is. Als blijkt dat er niets aan de hand is met de baby, is Mike opgelucht en belooft hij haar dat hij zijn verslaving zelf zal overwinnen. Maar voor Susan is dit niet genoeg: Mike moet zich laten opnemen om van zijn verslaving af te raken of zij maakt een einde aan hun huwelijk. Dit is voor Mike de spreekwoordelijke druppel en hij geeft toe: hij zal zich laten opnemen in een ontwenningskliniek. Gabrielle en Carlos wachten Victors wraak niet af: ze willen vluchten voor Victor zijn wraak kan uitvoeren. Ze pakken alles bijeen en willen de buurt voor een tijdje verlaten. Gabrielles vriendinnen vinden het verschrikkelijk, maar ze heeft geen andere keuze. Carlos regelt ondertussen de geheime rekening: de papieren hiervan zullen die middag worden bezorgd. Edie hoort van hun vlucht, en snuistert door Gabrielles koffers op zoek naar hun schuiladres. Net op dat moment worden de papieren van Carlos' geheime rekening afgeleverd en Edie doet zich voor als Gabrielle om de papieren zelf in handen te krijgen. Gabrielle ziet dit en rent achter Edie aan. Het komt tot een gevecht tussen de twee, waardoor de papieren in de felle wind wegvliegen. Ze moeten zich naar binnen haasten want een tornado is op enkele honderden meters van hen verwijderd. Ze kruipen samen in een ruimte onder Edies huis, waar ze het hebben over hun 'vriendschap'. Ze vergeven elkaar en wachten samen tot de tornado voorbij is. Carlos heeft minder geluk: hij zoekt Gabrielle op om samen te schuilen voor de tornado, maar het is Victor die hem opwacht met een geladen pistool. Als Victor vuurt op Carlos (maar mist) en die laatste naar buiten vlucht, beginnen zij twee ook te vechten. Maar door de tornado vliegen er veel brokstukken in het rond: Carlos wordt bewusteloos geslagen en Victor krijgt een stuk omheining recht door het hart. Katherine ziet (de dag na haar bezoek) Sylvia in een auto voor haar huis zitten en is zo woest dat ze zich durft te vertonen op Wisteria Lane, dat ze Sylvia in het gezicht spuwt. Bree ziet dit gebeuren en nodigt Sylvia uit bij haar thuis. Die vertelt haar dat ze een relatie heeft gehad met Adam. Ze kan het bewijzen: hij heeft een tatoeage van een slang op zijn arm. Maar Bree heeft Adam al aan het zwembad gezien en kan zich geen tatoeage herinneren. Ze verdenkt Sylvia ervan een beetje gek te zijn, waarop Sylvia's stoppen doorslaan: ze sluit zichzelf op in Brees kelder en wil er niet uitkomen tot ze met Adam gesproken heeft. Ze haalt Katherine en Adam erbij, die haar proberen te overtuigen de deur open te doen. Katherine vertelt dan haar verhaal aan Bree: Sylvia was een patiënte van Adam, en Adam had haar uit vriendelijkheid een kusje gegeven. Zij heeft dat verkeerd geïnterpreteerd en dacht dat ze een relatie hadden. Ze heeft hem toen aangeklaagd voor seksuele intimidatie. Dat is ook de reden voor de verhuis naar Wisteria Lane. Sylvia wil van geen wijken weken en blijft in de kelder. Bree, Orson, Katherine en Adam zijn dan verplicht te schuilen voor de tornado in een kast in de gang, waarop er een discussie ontstaat tussen Katherine en Bree: Katherine vindt niet dat Bree zich had moeten inlaten met haar leven. Ze vraagt aan Bree wat Sylvia allemaal verteld heeft. Bree vertelt dan over de tatoeage, waarop Katherine verstijft: Adam had inderdaad een tatoeage van een slang op zijn arm, maar heeft die laten verwijderen. Sylvia had dus inderdaad een relatie met Adam en vertelde de waarheid. |                                     |                                            |                |                               |  |
| 4-10 (80) | Welcome to Kanagawa                 | Jamie Gorenberg & Jordon Nardino           | Larry Shaw     | 6 januari 2008                |  |
| Na de doortocht van de tornado wordt er onmiddellijk een reddingsoperatie op touw gezet. Tom en de kinderen hebben het gehaald, maar Ida Greenberg helaas niet. Karen en Lynette pakken dan Ida's spullen bijeen. Parker wil hen helpen, omdat hij zijn leven te danken heeft aan Ida: ze heeft haar eigen leven geofferd voor de kinderen van Lynette. Dat raakt Lynette heel hard, en ze heeft spijt dat ze Ida daarvoor niet beter heeft leren kennen en wil iets terugdoen. Ida's neef en nicht komen dan haar spullen opladen en willen Ida's laatste wens niet vervullen (ze wilde dat haar as, als oud-honkbalspeelster, op het lokale honkbalveld zou worden uitgestrooid). Lynette verwisselt dan de as met de inhoud van een stofzuiger en gaat samen met Karen de as verstrooien op het veld. Lynette besluit tegelijkertijd de banden met Karen McCluskey beter aan te halen, want wie weet hoelang Karens leven nog duurt. Omdat Brees huis zwaar beschadigd is door de tornado, moeten Bree, Orson en baby Benjamin een ander onderkomen vinden. Ze vinden een voorlopig onderkomen bij Susan. Julie wijst haar moeder er dan op dat ze al eens hebben samengewoond met Bree en dat dat niet goed verlopen is. Maar Susan kan geen 'neen' zeggen en dus trekken de Hodges bij haar in. En dat samenwonen loopt beter dan verwacht: Bree blijft Bree en daardoor krijgt Susans huis een facelift: de was wordt gedaan, het huis gepoetst, het is er gezellig en het eten is altijd lekker en op tijd. Wanneer Bree dan een aannemer vindt om haar huis te herstellen, probeert Susan te beletten dat de aannemer het werk aanneemt, want ze wil Bree niet kwijt. Bree is woest en eist een verklaring van Susan. Zij vertelt dan dat ze op het randje van instorten staat (dankzij Mike en alle andere voorvallen van de laatste tijd) en dat thuiskomen in een gezellig huis het enige is wat haar rechthoudt. Bree begrijpt Susan en besluit om voorlopig bij Susan te blijven. Ook Carlos wordt afgevoerd naar het ziekenhuis met ernstige verwondingen; Victor wordt dood aangetroffen in een boom. Op diens begrafenis zit Gabrielle naast Milton, Victors vader. Die heeft van Victor gehoord dat Gabrielle hem bedroog en vertelt haar dat ze niets erft (alles staat op zijn naam) en dat ze onmiddellijk de begrafenis moet verlaten, anders vertelt hij aan iedereen wat voor een vrouw zij eigenlijk is. Gabrielle besluit dan wijselijk om het hazenpad te kiezen en bezoekt Carlos in het ziekenhuis. Die vraagt dan of de papieren van de geheime rekening in Gabrielles bezit zijn. Gabrielle legt dan uit dat al de papieren zijn gaan vliegen in een gevecht met Edie. Ze probeert dan kopieën van de documenten te verkrijgen bij Carlos' accountant, maar die is zelf overleden tijdens de tornado. Hun geld zijn ze definitief kwijt en ze hebben niets meer. Tot overmaat van ramp is Carlos ook nog eens blind, wat hij niet aan Gabrielle durft te vertellen. Adam en Katherine worden gevraagd om het lijk van Sylvia te gaan identificeren (nog een slachtoffer van de tornado). Katherine eist dat Adam zijn koffers pakt. Hij doet dit, en ontdekt (bij het inpakken) het briefje dat tante Lilian heeft laten vallen. Hij confronteert Katherine met dat briefje: zij heeft hem al die tijd voorgelogen, want niet Dylans vader maar Katherine heeft iets vreselijks gedaan in het verleden. Hij stapt het af en zegt haar dat haar leugen veel erger is dan zijn leugen over Sylvia. Katherine barst in tranen uit en gooit het briefje in de open haard. Maar Dylan heeft alles gehoord, en als ze de volgende dag de haard schoonmaakt, vindt ze delen van het briefje en huivert als ze leest wat haar moeder ooit heeft gedaan. |                                     |                                            |                |                               |  |
| 4-11 (81) | Sunday                              | Lori Kirkland Baker & Alexandra Cunningham | David Grossman | 13 april 2008                 |  |
| Door alle gebeurtenissen van de laatste tijd heeft Lynette het gevoel alsof ze God moet bedanken omdat zij en haar familie alle ellende zijn doorgekomen zonder al te veel schade. Ze ziet alle buren op zondag naar de kerk trekken en port Tom en de kinderen aan om ook naar de kerk te gaan. Ze vraagt aan Bree of ze mee mag naar Brees kerk (die lid is van de presbyteriaanse kerk). Bree is blij in Lynettes interesse voor het geloof en neemt haar maar wat graag mee. Lynette heeft enkele vragen voor de voorganger na zijn preek, en brengt hierdoor Bree in verlegenheid. Bree vraagt dan aan Lynette om te kijken of er geen andere kerken zijn waar ze zich meer zou thuis voelen. Maar Bree krijgt al snel spijt van haar beslissing (om de verkeerde redenen) en vraagt Lynette terug te komen. Die wil weten waarom, en als Bree bekent dat ze dit vraagt omdat er ook iets in zit voor haar, is Lynette boos en wil ze niet. Bree ziet haar fout in en maakt het snel weer goed met Lynette. Gabrielle wil opnieuw trouwen met Carlos en zoekt een priester. Die is verbaasd dat ze zo snel na Victor alweer gaat trouwen, maar volgens haar is ze voor de kerk nooit gescheiden van Carlos (tot de dood ons scheidt). Ze neemt de priester mee naar het ziekenhuis om er te trouwen, maar Carlos wil haar eerst opbiechten dat hij waarschijnlijk blind is. Hij houdt zijn geheim toch nog voor zich als Gabrielle paniekerig reageert wanneer hij een poging waagt. Edie is Carlos' geheim ondertussen wel te weten gekomen en vertelt dit aan Gabrielle. Die confronteert Carlos hiermee, die nu wel verplicht is om zijn geheim op te biechten. Hij bekent haar dat hij dacht dat zij hem zou verlaten. Gabrielle is boos omdat Carlos niet meer vertrouwen in haar had en belooft hem haar eeuwige liefde en trouw. Susans neefje Tim (Chris Carmack) komt haar belastingformulier invullen. Wanneer ze Katherine en Dylan tegen het lijf lopen, lijkt het alsof Tim heel erg geïnteresseerd is in Dylan. Susan vindt dit niet kunnen (zeker niet omdat Tim net ontslagen is omdat hij met de achttienjarige dochter van zijn baas had liggen flikflooien) en stuurt Tim snel om een boodschap. Susan gaat dan met Julie op bezoek bij Mike. Die wil met Tim spreken, en als Susan hem opbelt, hoort ze een vrouw op de achtergrond. Ze denkt dat dit Dylan is en spurt naar huis. Daar vindt ze Tim in bed met Katherine. Blijkbaar was Katherine Tims eerste partner in bed toen hij 16 was (hij logeerde toen een maand bij Susan). Susan is in shock en geeft ze beide een preek. Maar Tim kan zich zijn laatste avond (toen hij bij Susan logeerde) nog herinneren: hij belde aan en zag Katherine hevig ruzie maken met haar man, die ze even later met een kandelaar tegen de grond slaat. Dylan toont het briefje, dat ze gevonden heeft in de open haard en waaruit blijkt dat haar vader dood is, aan Julie, die haar aanraadt ermee naar Adam te stappen. Ze belt hem en spreekt iets in op zijn antwoordapparaat. Die belt op zijn beurt Katherine en samen beraden ze een plan om Dylan nog steeds in het ongewisse te laten. Want Katherine heeft iets of iemand begraven, en wil koste wat het kost vermijden dat iemand haar geheim ooit ontdekt. |                                     |                                            |                |                               |  |
| 4-12 (82) | In Buddy's Eyes                     | Jeff Greenstein                            | Larry Shaw     | 20 april 2008                 |  |
| Lynette begint weer te werken in de pizzeria, en wanneer plots Rick Coletti (Jason Gedrick) voor haar neus staat, kan Tom zijn jaloersheid niet verstoppen. Rick kondigt dan ook nog eens aan dat hij een eigen restaurant gaat openen (genaamd Rick's) op de hoek van de straat. Tom is dan zo woest dat hij een steen door het raam van Rick's restaurant gooit. Lynette en Tom worden door de politie ondervraagd over het voorval, maar Tom liegt hierover tegen de politie. Lynette confronteert Tom met zijn leugen, en die vertelt dan dat hij nog steeds boos is over wat er in het verleden is gebeurd. Lynette kan dit nog begrijpen, maar wanneer Tom te laat opdaagt voor een galabal en er net dan brand uitbreekt in Ricks restaurant, is Tom voor Lynette hoofdverdachte nummer één. Bree wil proberen de vriendschap met Katherine aan te halen, en wanneer Katherine dan aanbiedt om te helpen bij de organisatie van een galadiner, accepteert Bree het aanbod (tot verbazing van de vriendinnen, die denken dat zij twee niet kunnen samenwerken). Alles loopt voortreffelijk tot Katherine stilaan de organisatie meer en meer naar haar toetrekt. Bree begint vanbinnen te koken, en allerlei kleine voorvalletjes stapelen zich op. Als Katherine dan ook nog eens een awardpresentatie van haar afpikt, is voor Bree de maat vol en serveert ze Katherine een vervallen dipsausje. Maar Katherine had dit met opzet gedaan, want de prijs die Bree eigenlijk wilde uitreiken, is voor Bree zelf. Katherine weet ook dat Bree haar vervallen saus heeft geserveerd maar is niet boos, en vraagt zich af waarom ze, ondanks hun gelijkenissen (allebei punctuele klassedames) toch zoveel ruziemaken. Een vriendschap zou beter passen, juist omdat ze zoveel overeenkomen. En Bree geeft toe: het zou inderdaad beter zijn. Omdat hun samenwerking net zo'n succes was, wil Katherine nu met Bree een eigen zaak opstarten. Bree ziet het niet echt zitten, maar Katherine kan haar (met emotionele chantage) overhalen: Katherine en Bree beginnen een eigen zaak. Orson wordt door Mike uitgenodigd in het ziekenhuis. Orson denkt dat Mike zich misschien herinnert wie hem overreden heeft en hem nu wil confronteren, maar Mike biedt zijn excuses aan omdat hij via Orson aan pillen is geraakt. Dat raakt Orson hard en het blijft aan hem knagen. Zo erg zelfs, dat hij begint te slaapwandelen. Hij wordt betrapt door Susan in de keuken, naakt zittend op een stoel. Wanneer Susan de dag erna Orson erover aanspreekt, weet die van niets, en ook Bree gelooft dat Susan een erotische droom heeft gehad over Orson. Maar enkele dagen later staat Orson naakt in de tuin en fezelt wat over Mike. Susan geeft hem een harde klap, waarop hij wakker schiet en zelf kan zien wat er aan de hand is. En nog zwijgt Orson in alle talen over wat er gebeurd is. Julie komt dan op een nacht wat later thuis en betrapt hem dan weer op slaapwandelen. Hij bekent dan zo aan Julie dat hij diegene was die Mike overreden heeft. Carlos' blindheid is moeilijker voor Gabrielle dan ze eerst had gedacht. Al zijn vrienden en buren springen graag bij, maar zij ziet de nadelen van Carlos' blindheid nu pas echt, en het is zwaar voor haar. Gabrielle ontdekt dan dat ze een invalidenparkeerkaart voor de wagen kan krijgen, maar die misbruikt ze al snel. Dat wordt haar niet in dank afgenomen door twee rolstoelgebruikers, en daarom neemt ze Carlos vanaf nu maar mee. Als die ontdekt dat Gabrielle een kaart heeft en haar ermee confronteert, stort ze in en vertelt dat dit het enige lichtpuntje is in de moeilijke tijd die ze nu samen doorgaan. |                                     |                                            |                |                               |  |
| 4-13 (83) | Hello, Little Girl                  | Susan Nirah Jaffee & Jamie Gorenberg       | Bethany Rooney | 27 april 2008                 |  |
| Rick confronteert Tom met een pakje lucifers van de pizzeria dat hij gevonden heeft aan de achterdeur van zijn restaurant. De confrontatie loopt uit de hand en de twee beginnen te vechten. Lynette en Andrew kunnen hen niet uit elkaar halen, dus wordt de politie erbij gehaald. Rick vertelt hen over de lucifers, en Tom wordt ondervraagd. Voor Lynette duurt het allemaal wat lang en ze stormt het kantoor binnen. Ze geeft Tom een alibi voor de tijd dat hij weg was van het galadiner en ze verlaten samen het kantoor. Maar Lynette gelooft Tom nog altijd niet, wat Tom heel boos maakt. De kinderen hebben dit ook gezien, en die avond kruipt de tweeling bij Lynette in bed. Daar bekennen zij dat zij op die bewuste avond met hun fietsen naar Ricks restaurant zijn gegaan en de brand hebben aangestoken (ze hadden gehoord dat die man hun moeder zou komen stelen). Een foto van Dylan en Katherine, genomen op het galadiner, verschijnt in de krant en dat heeft politieagent Wayne Davis (Gary Cole) ook gezien. Hij beweert Dylans vader te zijn en is dus blijkbaar niet dood. De dag erna gaat hij de wacht houden op Wisteria Lane. Wanneer Dylan dan vertrekt met de wagen, houdt hij haar even verder tegen, zogezegd voor een snelheidsovertreding. Hij laat haar doorrijden. Nog een dag later zoekt hij Dylan op in het park en onthult zijn identiteit aan haar. Zij is even van slag, maar gaat mee met hem naar een bistro. Hij zegt tegen haar dat hij haar enkel wilde zien en kijken of het goed met haar gaat; een relatie zou niet lukken volgens hem, want haar moeder zou dit niet toelaten. Dylan wil hem wel leren kennen en vertelt dat ze zal zwijgen tegen Katherine. Dat wekt bij Wayne een geheimzinnig lachje op, en dus gaan ze die avond samen op restaurant. Carlos krijgt een geleidehond om hem te helpen. Gabrielle is initieel ook enthousiast, maar wanneer ze ontdekt dat de hond de afstandsbediening niet kan apporteren of de post halen, tempert haar enthousiasme al snel. Ze merkt ook al snel dat het beest gromt elke keer ze haar stem verheft of aan Carlos komt, en wanneer het beest dan ook nog eens in hun bed mag slapen van Carlos, is voor haar de maat vol: de hond moet weg. Maar de hond is slim en achtervolgt haar terug naar huis. Wanneer Edie dan tegen Gabrielle zegt dat ze wat liever moet worden voor Carlos (anders raakt ze hem kwijt), kalmeert ze en accepteert ze het beest. Julie vertelt aan Mike wat Orson de vorige nacht aan haar heeft opgebiecht. Die stapt daarop naar Orson en confronteert hem hiermee. Die bekent en vertelt huilend alles aan Mike. Maar Susan komt het ook te weten, en die stormt direct naar het huis van Bree: ze zegt tegen Orson dat ze hem nooit meer wil zien. De dag erna vindt Susan dat ze moeten verhuizen. Mike is een andere mening toegedaan: hij heeft altijd vergiffenis van Susan gekregen voor zijn slechte daden, hij gaat dit nu ook doen bij Orson; Susan moet dat, volgens Mike, ook doen. Susan stapt dan naar Bree en vertelt haar dat ze gaat proberen Orson te vergeven, maar Bree kan dat zelf niet doen: zij gooit Orson buiten. |                                     |                                            |                |                               |  |
| 4-14 (84) | Opening Doors                       | Dahvi Waller & Jordon Nardino              | David Grossman | 4 mei 2008                    |  |
| Tom en Lynette stappen niet naar de politie en proberen de gevolgen van de brand intern te regelen: de jongens worden zwaar gestraft. Tijdens een van hun straftaken hoort Lynette de tweeling praten: waarom worden zij gestraft en Kayla niet, zij heeft het hen toch aangepraat? Lynette probeert dan met Kayla over het voorval te babbelen. Kayla geeft haar aandeel gewoon toe, zonder maar een beetje spijt te tonen. Dit roept vragen op bij Lynette, en ze wil dan ook dat Kayla gaat praten met een psycholoog. Tom is hier op tegen: waarom Kayla wel en de tweeling niet? Lynette neemt Kayla dan toch stiekem mee naar de psycholoog. Als Kayla door krijgt wat er aan de hand is, chanteert ze Lynette: als ze met iemand moet babbelen over haar 'probleem', stapt zij naar de politie met de waarheid. Lynette geeft hierop toe. Tom en Lynette krijgen dan ruzie over wat Lynette gedaan heeft, maar tijdens die ruzie bedenkt Kayla een nieuw plan: ze doet de jongens geloven dat ze net van het dak is gesprongen met een paraplu. Die doen dit natuurlijk na en de gevolgen zijn navenant: Preston bezeert zijn arm en moet naar het ziekenhuis. Bree wil echt scheiden van Orson en ze neemt zelfs al de stap om de goederen te verdelen. Orson wil echter geen goederen verdelen: hij wil enkel Bree en zou alles doen om haar terug te krijgen. Dat kan voor Bree, maar wel op één voorwaarde: Orson moet zichzelf gaan aangeven bij de politie en naar de gevangenis gaan, zo kan hij voor haar berouw tonen, zij zal op hem wachten. Orson ziet dat niet zitten en zoekt een oplossing. Enkele dagen later ligt hij (dronken) voor Brees deur met een idee: waarom de schuld niet leggen in zijn slaapwandelen? Voor haar is dit uit den boze en ze wil Orson zo snel mogelijk weg hebben. Wanneer Edie dan komt aangereden, vraagt Bree aan haar of zij Orson niet naar zijn hotel wil brengen. Edie stemt in, maar besluit om Orson zijn roes te laten uitslapen op haar sofa. Wanneer Bree dit hoort, gaat ze bij Edie verhaal halen. Voor Bree kan het niet dat een getrouwde man in een vreemd huis slaapt, zeker dat van een vrouw met 'een reputatie'. Edie pikt dat niet en gooit nog wat olie op het vuur: voor haar mag Orson zo lang blijven als hij wil. Maar Bree krijgt gelijk: in een dronken bui kust Edie met Orson, en Bree heeft dat door het raam gezien. Nu haar zwangerschap al zo ver gevorderd is, moet Susan op zwangerschapscursus. Maar Karl, Susans ex, is hertrouwd en zijn vrouw is ook zwanger. Susan wist dit niet en is dan ook gechoqueerd als ze hoort dat het heel goed gaat met Karl. De afgunst is dan ook groot en dus probeert ze Mike (die pas de tweede keer meekomt) te overtuigen zich wat beter voor te doen als ze zijn. Maar Mike verknalt het door te zeggen dat hij net terug is van een ontwenningskuur. Mike vertelt dan aan Susan dat hij vanaf nu altijd eerlijk gaat zijn. Susan heeft het dan wat moeilijk als ze Karl en zijn vrouw ziet maar Karl fleurt haar op: ze moet geen angst meer hebben dat haar man haar iets voorliegt: hij deed dat wel, Mike probeert tenminste altijd eerlijk te zijn. Financieel gaat het Carlos en Gabrielle niet voor de wind: ze moeten iemand zoeken die een kamer wil huren. Dit wordt Ellie (Justine Bateman). Wanneer Gabrielle haar dan betrapt op haar kamer met een vreemde man (de tweede al die dag) en die haar geld geeft, verdenkt Gabrielle Ellie al snel van prostitutie. Ze gebruikt Lee en Bob (de homoburen) om een val op te zetten: Lee zal op haar afstappen en haar geld bieden voor seks. Maar dat loopt mis en Gabrielle moet nu aan Ellie de waarheid opbiechten. Die vertelt dan dat ze eigenlijk ook gelogen heeft: ze heeft een kleine tattooshop in haar kamer, om zo haar studies te betalen. Maar Ellie liegt, want in haar slaapkamer ligt een behoorlijke hoeveelheid drugs opgeslagen, die ze van daaruit verkoopt. Ook Dylan liegt tegen haar moeder: ze zegt dat ze een vriendje heeft. Katherine gelooft haar maar wil hem wel snel ontmoeten. Wanneer Dylan dan voor de derde keer weggaat en ze hem nog altijd niet gezien heeft, volgt Katherine haar. Ze ziet Wayne en Dylan samen in het restaurant. Binnen in het restaurant vindt Wayne dat het tijd is om de waarheid aan haar moeder te vertellen. Katherine blijft verbazingwekkend rustig wanneer Dylan alles opbiecht. Ze wist dat deze dag ooit ging komen, en dat het haar leven is. Ze is zelfs bereid hem te ontmoeten. Dylan haalt haar vader dan naar binnen. Hij en Katherine voeren een gespannen gesprek: ze probeert te bewijzen dat ze niet meer bang is van hem, maar ze heeft wel een revolver naast haar liggen. |                                     |                                            |                |                               |  |
| 4-15 (85) | Mother Said                         | Chuck Ranberg & Anne Flett-Giordano        | David Warren   | 11 mei 2008                   |  |
| Lynette en Tom halen er een familiepsycholoog bij en die zal het hele gezin, maar Kayla in het bijzonder, observeren. Kayla hoort Lynette hierover iets tegen de psycholoog zeggen en opent haar trukendoos opnieuw: ze geeft poeslief een tekening en een knuffel aan Lynette. Na een tijdje is het tijd voor het eerste evaluatiegesprek, en daar moet Lynette toegeven dat ze moeite heeft met haar liefde voor Kayla. De psycholoog vindt Kayla een vertroebeld kind maar hij vindt ook dat Lynette en Kayla wat tijd met elkaar moeten doorbrengen. Lynette neemt dan (niet van harte) Kayla mee om te winkelen. Kayla wil alleen maar meewerken als ze krijgt wat ze wil, en anders zal ze proberen (in navolging van Preston) Penny wat aan te praten. Dit doet Lynette koken van woede en ze slaat Kayla keihard in het gezicht. Vele mensen in de winkel hebben dit gezien. Kayla zint nu op wraak: ze belt naar de psycholoog en vertelt dat Lynette haar geslagen heeft, en dat dit niet de eerste keer is. De kus van Orson en Edie ontketent een regelrechte oorlog tussen Bree en Edie. Het begint met een handgemeen op straat waarbij Bree Edie in het gezicht slaat, maar escaleert al snel: wanneer Edie probeert een huis te verkopen, benadert Bree de potentiële kopers en vertelt hen wat Edie heeft gedaan. Die vluchten weg en willen een andere makelaar. Edie heeft door dat Bree hierachter zit, en gaat raad zoeken bij Orson: ze wil dat Orson Bree kalmeert. Maar Orson staat in de douche, en terwijl Edie wat rondkijkt in de kamer, vindt ze een papier waarop Orson geschreven heeft dat Bree niet de moeder is van Benjamin, maar Danielle. Edie stormt de kamer uit en gaat aanbellen bij Bree. Ze wil van Bree haar slaafje maken: ze nodigt zichzelf voor eeuwig uit op Brees feestjes en wil cakejes op bestelling kunnen krijgen. Dat gaat voor Bree veel te ver en ze stapt naar Susan, Lynette en Gabrielle, aan wie ze haar geheim opbiecht. Voor de dames is Edie nu te ver gegaan, en gezamenlijk stappen ze op Edie af. Ze vertellen haar dat dit de druppel was en dat ze haar vanaf nu alle vier gaan negeren. We zien Edie dan bellen met Travers, die ze belooft voor lange tijd bij hem te zijn. Mikes moeder, Adele Delfino (Celia Weston), komt op bezoek. Ze heeft een boek met recepten bij waarvan sommige nog van voor de Amerikaanse Burgeroorlog dateren; Adele blijkt een conservatieve vrouw uit het zuiden van de Verenigde Staten te zijn. Zij wil Susan leren koken en poetsen: ze bemoeit zich met het hele huishouden en werkt Susan danig op de zenuwen. Die dringt er dan bij Mike op aan om er iets over te zeggen. Wanneer Mike dit wil doen, breken bij Susan de weeën door. Susan wil wel niet naar het ziekenhuis gaan voor Mike zijn moeder heeft aangepakt, en wanneer Adele dan haar excuses aanbiedt, kunnen ze naar het ziekenhuis. Daar bevalt Susan van een gezonde jongen. Wanneer Ellie met Carlos is gaan wandelen, loeit ineens het brandalarm in Ellies kamer. Gabrielle moet dan inbreken in de gesloten kamer, en moet vaststellen dat een wierookstokje de oorzaak is van het alarm. Ze trekt de batterij uit, die onder het bed rolt. Zo vindt Gabrielle drie grote pakken cocaïne onder het bed. Ze stapt met Carlos naar de politie. De politie blijkt haar al een tijdje te volgen, en wil haar nog niet oppakken. In ruil voor het seponeren van zijn proefperiode (Carlos is nog altijd een veroordeelde crimineel), vraagt de politie hun medewerking. Gabrielle ziet dit niet zitten, want ze beschouwt Ellie ondertussen als een vriendin. En wanneer Ellie haar dan bloemen schenkt voor Moederdag, krijgt ze wel heel dubbelzinnige gevoelens. Dylan vindt verhuispapieren, en wil niet dat ze opnieuw verhuizen. Katherine mag, maar zij blijft bij haar vader. Wanneer Dylan en Wayne op daguitstap willen trekken, vraagt Wayne Katherine mee. Die is niet geïnteresseerd en wil geen verzoening met Wayne. Ze vertelt hem dat hij zelfs niet de echte vader is van Dylan. Wayne neemt dan een stukje kauwgom mee van Dylan en vergelijkt haar DNA met het zijne. Daaruit blijkt dat hij inderdaad niet haar vader is, en bedrinkt zich terwijl hij naar oude video-opnames kijkt. Daarin ziet hij dat Dylan vroeger eens gevallen is en een groot litteken op haar arm moet hebben. Als hij haar armen dan onderzoekt, blijkt dat dat litteken helemaal niet op Dylans armen te vinden is. Wayne komt hierover uitleg vragen aan Katherine. Hij verdenkt Katherine ervan niet de echte moeder te zijn van Dylan en wil Katherines DNA ook laten vergelijken met dat van Dylan. Maar hij krijgt de kans niet want net dan bellen Lee en Bob aan, die Katherine vragen hun feest te organiseren. |                                     |                                            |                |                               |  |
| 4-16 (86) | The Gun Song                        | Bob Daily & Matt Berry                     | Bethany Rooney | 18 mei 2008                   |  |
| De sociale dienst komt langs en wil het voorval met Kayla onderzoeken. Tom en Lynette zijn dan kwaad op de psycholoog omdat hij de politie heeft gecontacteerd. Kayla overhoort hun gesprek en wil nog wat extra haar best doen om Lynette in een slecht daglicht te stellen: ze neemt de krultang en maakt brandplekken op haar eigen arm. Lynette wordt dan gearresteerd voor kindermishandeling en dat doet ook Tom beseffen dat het zo niet verder kan. Hij lokt Kayla in de val (door de telefoonlijn open te laten zodat de psycholoog kan meeluisteren naar haar bekentenis). Gevolg is wel dat Kayla nu moet verhuizen, want samenleven met haar kan niet meer: ze is te gevaarlijk voor het gezin en wordt ondergebracht bij haar grootouders. Susan en Mike zoeken samen naar een naam voor hun baby. Ze beslissen hem de naam Conner te geven. Maar Mikes grootvader overlijdt, dus wil Mike de naam van zijn grootvader nu aan zijn zoon geven: Maynard. Susan is akkoord, tot ze de naam hoort. Maar ze kan niet meer terug: ze heeft het beloofd. Ook de vriendinnen vinden het een verschrikkelijke naam. Dat doet Susan besluiten om, achter Mikes rug om, de naam terug te veranderen in Conner. Mike ontdekt dit al snel en vertelt dan aan Susan dat de naam van zijn grootvader veel waarde heeft voor hem: hij was een goed man en heeft veel betekend voor zijn omgeving. Samen besluiten ze dan definitief om hem Maynard te noemen. Orson achtervolgt Bree en dat heeft zij al snel door. Wanneer ze dan wordt uitgenodigd door een lokale dominee om te gaan dineren en Orson ook daar binnenvalt, neemt ze de hand van de dominee vast, waarop Orson afdruipt. De dominee heeft dit echter anders geïnterpreteerd: hij dacht dat ze een poging deed om hem te versieren en wanneer hij zijn liefde verklaart aan Bree, is die hier niet van gediend. De dominee is hier heel boos over en beslist om die zondag de preek in de mis te houden over een "bepaalde roodharige vrouw die de hele buurt ten schande maakt". Orson komt dit te weten en probeert de dominee op andere gedachten te brengen. Maar het komt tot een handgemeen en de hele kerk kan meeluisteren naar hun gevecht. Bree probeert stilletjes af te druipen maar slaagt daar niet in: door de kerk galmt de dominee die Bree een slet noemt. Wanneer de politie Ellie en haar dealer wil arresteren, zegt Ellie dat ze van Carlos en Gabrielle is beginnen houden. Gabrielle verklapt dan aan Ellie dat de politie op weg is om haar te arresteren en dat ze moet vluchten. Adam heeft gehoord van Dylan dat Wayne terug is en wil weten waarom ze hem niet gebeld heeft. Katherine zegt dat ze hem wel alleen aankan. Adam vindt dat Dylan eindelijk de waarheid mag kennen, maar Katherine wil dit nog altijd niet. Adam stelt dan voor om samen weg te gaan: hij zal Dylan een reis cadeau geven omdat ze afstudeert. Ze gaan dan samen naar een recital van Dylan, maar Wayne is hen achtervolgd. Hij lokt Adam in de val: hij vraagt hem om hem te helpen bij het vervangen van een lekke band. Adam, niet wetende dat dit Wayne is, helpt hem maar Wayne slaat hem neer en neemt hem mee naar een vervallen fabriekshal waar hij hem vastbindt op een stoel en enkele rake klappen verkoopt. |                                     |                                            |                |                               |  |
| 4-17 (87) | Free                                | Jeff Greenstein                            | David Grossman | 18 mei 2008                   |  |
| Tom is er het hart van in dat hij Kayla heeft moeten afstaan en werkt zijn frustratie uit op Lynette, die hem gewoon negeert. Maar Tom beseft al snel hoeveel hij van Lynette houdt en drukt dan zijn liefde op een nogal ongewone manier uit. Bree en Katherine worden door Lee en Bob gevraagd om een feest te organiseren: ze gaan een samenlevingscontract ondertekenen en daar hoort een feestje bij. Wanneer Katherine te kennen geeft dat ze zich terugtrekt uit de organisatie, schakelt Bree al haar vriendinnen in: Gabrielle zorgt voor de cadeautjes, Lynette voor het eten en Susan voor het dessert. Wanneer niemand dan het ijssculptuur voor het feest heeft afgehaald, moet Bree daar zelf om. Op de terugweg valt haar auto dan in panne, en wanneer haar mobiele telefoon het dan ook nog eens begeeft, is ze genoodzaakt om de tocht te voet voort te zetten. Maar even later staat Orson naast Bree als een reddende engel. Ze hebben dan een goed gesprek over hun relatie, maar Bree kan het Orson nog altijd niet vergeven dat hij Mike overreden heeft. Julie krijgt geweldig nieuws: ze is toegelaten tot een prestigieuze universiteit en mag zelfs op zomerstage gaan. Susan wil niet dat ze gaat (onder het voorwendsel dat ze niet genoeg geld heeft) maar moet toch toegeven. Ze wist wel dat Julie in de herfst zou vertrekken, maar ze had nog wat tijd nodig om aan het idee te wennen, het gaat allemaal zo snel. Ze wil dan ook dat Julie haar mobiele telefoon altijd bij zich heeft voor als ze ooit haar advies/raad nodig heeft. Ellie belt naar Gabrielle om haar oude teddybeer terug te krijgen: ze heeft die van haar vader gekregen toen ze 5 jaar oud was en het is de enige herinnering die ze aan hem heeft. Maar bij nadere inspectie blijkt de beer propvol geld te zitten. Gabrielle en Carlos beslissen het geld te houden en niets tegen de politie te vertellen. Maar Ellie belt terug en dreigt ermee hen pijn te doen als ze het geld niet teruggeven. Gabrielle schakelt de politie in, die nu surveilleert voor het huis van Gabrielle en Carlos. Ellie geraakt toch binnen en het komt tot een gevecht. Gabrielle slaagt erin de politie te waarschuwen, maar Ellie kan ontsnappen in de menigte (het feest van Lee en Bob gaat op straat door). Ze probeert zich schuil te houden in het huis van Katherine, maar wordt door Wayne doodgeschoten. Zo kunnen Gabrielle en Carlos hun geld houden. Katherine is ongerust omdat Adam niet opdaagt en stapt naar de politie. Ze is echter niet vergeten dat Wayne een politieagent is: enkele jaren geleden heeft ze ook geprobeerd klacht in te dienen tegen Wayne. Toen raadde een vrouwelijke politieagente haar aan om wat geld bijeen te zoeken en weg te lopen, zo ver als ze kon. Dat deed ze: Katherine vluchtte naar haar tante op Wisteria Lane. En ook nu haalt het niets uit: de politieagent die haar helpt is een vriend van Wayne. Die heeft ondertussen Adam zwaar aangepakt, Adam ligt levenloos op de grond. Wayne denkt dat hij dood is en stapt het woest af. Katherine wil het op een lopen zetten en wil dat Dylan meegaat. Die wil niet meegaan vooraleer Katherine opbiecht waarom, waarop Katherine dan aan Dylan de waarheid vertelt, die daarna huilend wegloopt. Katherine gaat op zoek naar haar, maar Wayne heeft zich ondertussen verscholen in haar huis. Hij wacht haar op en overmeestert haar. Hij houdt haar onder schot en wil weten wie Dylan echt is. Katherine weigert dit te vertellen en wil zelfs haar leven offeren om dat geheim te bewaren. Wayne wil dan wachten tot Dylan thuiskomt: hij zal haar dan neerschieten in Katherines plaats als zij de waarheid niet vertelt. Wanneer Bree dan van Karen McCluskey hoort dat Katherine gewoon thuis zit, gaat ze boos aanbellen bij haar. Wayne sleurt Bree naar binnen en dreigt ermee Bree neer te schieten als Katherine de waarheid niet vertelt. Daarop vertelt zij haar verhaal: Nadat ze was gevlucht voor Wayne, vond Katherine onderdak bij haar tante op Wisteria Lane. Wayne heeft hen echter gevonden: op een avond, toen Mary Alice op Dylan aan het babysitten was, bracht Wayne een bezoekje aan Dylan en gaf hij haar een pop cadeau. Die avond kwam Wayne ook bij Katherine langs om zijn dochter op te eisen. Hij probeerde Katherine aan te vallen- maar ze sloeg terug: met een kandelaar sloeg ze hem tegen de grond. Katherine dacht dat ze gewonnen had- maar enkele uren later komt er een kreet van boven: Dylan is, in een poging haar pop terug te krijgen (die Katherine boven op de kast had gelegd), onder de kast beland. Samen met haar tante begroef ze Dylans lijk in het bos: naar de politie gaan was geen optie, want Wayne zou zeggen dat Katherine alles over had opdat hij zijn kind niet meer zou zien, zelfs moord. Om voor de buitenwereld alles te verbergen, heeft Katherine toen in Roemenië een kind geadopteerd dat als twee druppels water op de echte Dylan leek. Wayne is woest en verdenkt Katherine ervan zijn kind te hebben laten doodbloeden. Hij staat op het punt Katherine neer te schieten, wanneer Adam het gazon oprijdt: hij is kunnen ontsnappen. Hij stormt het huis in en het komt tot een gevecht in de woonkamer. Adam kan Wayne overmeesteren en het geweer afnemen. Wayne lacht in zijn vuistje als hij Katherine ziet: ook al gaat hij voor een paar jaar de cel in, ooit komt hij vrij en dan zal hij hen terug opsporen. Dat is voor Katherine de druppel: ze neemt het geweer en schiet hem dood. Bree zorgt dan heel snel voor een alibi en betrekt alle vriendinnen hierin. Als de politie hen dan ondervraagt, vertellen ze allemaal dat Katherine al vaak verteld heeft dat Wayne haar bedreigde en stalkte. De politie beschouwt het als een daad van wettelijke zelfverdediging en laat haar vrij. Niet veel later keert ook Dylan terug, die haar moeder vergeeft voor alles wat ze gedaan heeft. 5 jaar later Op het einde van dit seizoen zien we de vijf vrouwen vijf jaar later. Elk van hen heeft heel wat meegemaakt en er zijn ook heel wat dingen veranderd. Zo hebben Tom en Lynette problemen met hun tweeling: Preston is, in navolging van zijn broer Porter, opgepakt voor het stelen van een auto; Gabrielle is mama geworden van twee dochters (Juanita en Celia); Katherine krijgt telefoon van Dylan, die net in Parijs door haar verloofde ten huwelijk is gevraagd; Bree is terug samen met Orson en een succesvolle auteur van kookboeken (met Andrew als haar manager), maar de grootste verandering is voor Susan: over vijf jaar is ze niet meer samen met Mike, maar met Jackson (Gale Harold). |                                     |                                            |                |                               |  |